# Stahl TV
A Stahl TV a FEM3 saját főzőműsor blokkja amit 2012. november 26-tól minden nap sugároz 15:00-tól 19:00-ig. A műsorblokk havonta változó műsorokkal és praktikus tanácsokkal kedveskedik a háziasszonyoknak.

## Műsorai
- Gasztrokalandok Rómában
- A Család, barátok és jó kaják
- Kóstold meg Provence-t!
- Francia vakáció
- Srác fakanállal
- Étteremcsata
- Torták ásza
- A mesterszakács titkai
- Esküvői tortacsodák

## Megszűnt műsorai
- Leila karácsonya
- Muffinozók
- Öt-letes finomságok
- Charyl és a sütigyár